# Val Ceasa
Roosevelt Barreto Barcelos (Nanuque, 4 de maio de 1969), mais conhecido como Val Ceasa, é um empresário e político brasileiro, filiado ao Partido Renovação Democrática (PRD). Está no segundo mandato como deputado estadual do Rio de Janeiro. 
Em 2016, foi eleito vereador da cidade do Rio de Janeiro com 15.388 votos.
Em 2018, concorreu a deputado estadual pelo Patriota e foi eleito com 25.259 votos.
Em 2022, foi reeleito com 69.034 votos.
Em fevereiro de 2024, votou a favor do fim do afastamento da deputada Lucinha, determinado pelo Tribunal de Justiça do estado por ela ser acusada de possuir ligações com milicianos.